# 歐鯰
歐鯰（学名：Silurus glanis）又稱歐洲巨鯰或六鬚鯰，為輻鰭魚綱鯰形目鯰科的其中一種，是在歐洲生活的淡水鯰和汽水鯰，是世界上最大的淡水魚之一以及世界最大的鯰魚之一。

## 體态

### 體色
歐鯰的体色各不相同，有的身体全黑，而有的头部则是深黄绿色或蓝黑色。歐鯰肋部颜色稍浅，还有极少数体表带有棕红色光泽；而其腹部是白色的。全身均为蓝黑色或白色的歐鯰个体也出现过。除了底色以外，歐鯰的身上还有云片状或点状的花纹。鳍色为深棕红色或紫褐色。
歐鯰的體色主要會隨著水的清澈程度而受影響，生活在混濁水域中歐鯰體色是褐色，而生活在清澈水域中歐鯰體色則是偏向黑色，此外，季節也會影響歐鯰的體色。

### 特徵
歐鯰身体很长，前端圆柱形，末端较扁平，头部较大且扁平，口部宽而大，有3对触须，上颌触须放松时尤其长，可以触及胸前。脊鳍十分小，向头部方向插入身体，但无脂鳍。臀鳍基部很长，這些特徵使歐鯰十分容易就可辨識得出來。

### 體型
傳說中最大的歐鯰體長達到5公尺，重達336公斤（但大部分的歐鯰體長大約在2公尺左右，體重很少會超過100公斤），生長於19世紀的俄羅斯，此紀錄比已知的任何鯰形目都要大許多，包括湄公河巨鯰（Pangasianodon gigas）
的3公尺，重350公斤、撒旦鴨嘴(絲條短平口鯰)（Brachyplatystoma filamentosum）最大可達360公分，重200公斤，以及鮡科的鯰魚，俗稱坦克鴨嘴(巨魾)（Bagarius yarrelli）的2公尺，重90.7公斤，及兩個近親琵琶湖鯰（Silurus biwaensis）的2.4公尺(240公分)，重140 公斤，以及懷頭鯰（Silurus soldatovi）的4公尺(400公分)，重40公斤。

## 习性

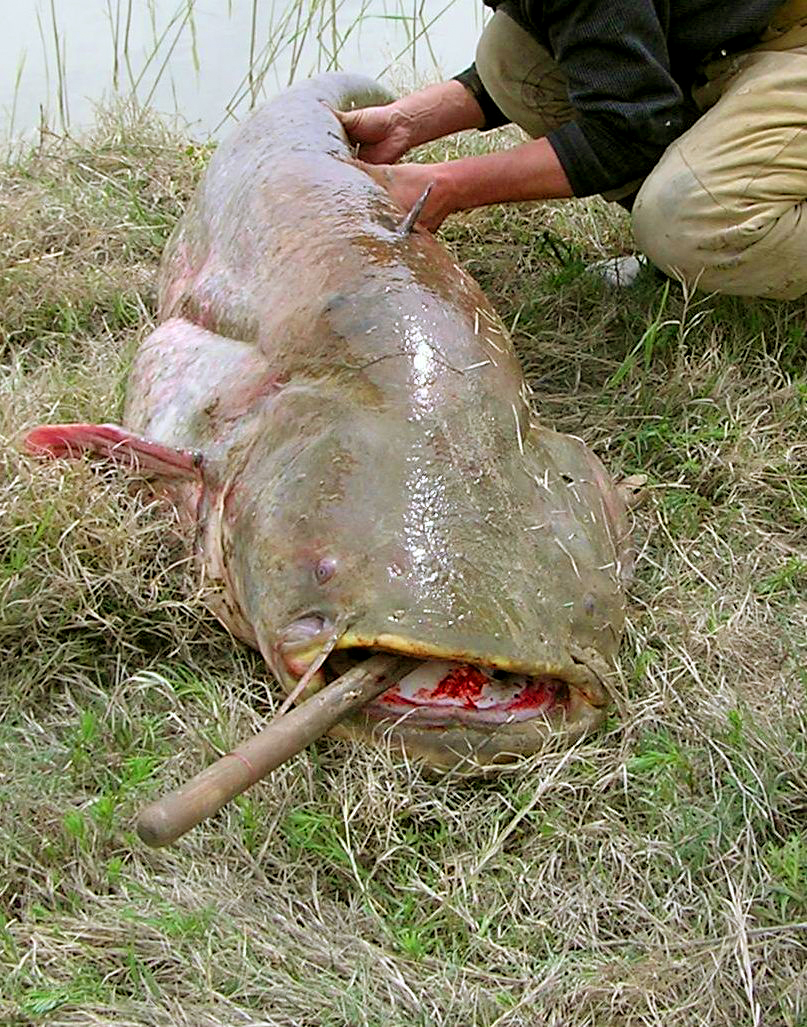
哈萨克斯坦拜科努爾地区的锡尔河中的巨大歐鯰。

### 栖息
歐鯰喜欢居住在广阔温暖、有大量植被的的湖或死水塘中，以及水流缓慢的深水江河中，有時他們也會棲息在水庫上游。它们喜欢栖息在隐蔽的地方，如河床上的孔洞和沉木等。歐鯰在开放水域或水体底部捕食。人们将歐鯰作为食用鱼饲养在鯉鱼塘中，同时也将它们视为宠物。

### 食性
歐鯰居河川食物鏈的上層，幾乎什麼東西都吃，主要以环虫、螺、昆虫和甲壳类维生，有时也吃蛇、龜、魚、鼠、水鸟（如鴨），甚至田鼠。在中世紀時，就有許多攻擊人的傳聞，那時，歐鯰被形容成殺人不眨眼的吃人怪物，能一口將嬰孩吞下，在有廣泛歐鯰棲息的水域中，常有巨大的身影攻擊人類事件；目前只能確認有歐鯰吃過人、但不知道是吃活人還是吃屍體，也有歐鯰嘗試捕捉活人但未成功。
在德国门兴格拉德巴赫曾经发现有歐鯰吃過一條狗，因此该歐鯰获得了一個可怕的外號「殺手庫諾」，后于2003年确认杀手库诺死亡，当地人将其制成标本，并展示在赖特城堡博物馆。

## 繁育
在其栖息地，雌歐鯰一般于5月－7月将卵产在由雄歐鯰挖掘的浅洼地或是河岸中，产下的卵每千克体重可以达300000个，光是夏季繁殖期，一隻歐鯰的卵，加總起來共有70萬顆以上，卵由雄魚照顧直至小鲶鱼孵化出，此过程需3－10天，所需时间取决於水温。如果水位变化过大或过快，雌歐鯰会用其强健有力的尾鳍向卵上泼水，以保持卵的湿润；此外，若是有類似淡水龍蝦、鯉魚等偷蛋賊，歐鯰就會強制驅離甚至攻擊，就連人類也不例外，這也是牠們會攻擊小船及泳客的原因。

## 壽命
歐鯰生长极快，只需4至5年就可以发育成熟，寿命一般可达到20或30年，而目前已知的最长寿的歐鯰甚至活到80岁。

## 分布
歐鯰原產於中亚的鹹海、南歐、中歐和東歐，德國的萊茵河上游、波羅的海和里海、亞洲東北部，目前甚至持續入侵到西班牙等歐洲國家，也就是後引入到中國大陸以及其他國家，其分布範圍十分廣泛。

## 渔业

### 市场
歐鯰雖然生活於歐洲各個大小國家的水域中，而令其肉品在市場上幾乎能隨處購得，但卻不受到當地人的喜愛，因為歐鯰的肉質容易發黃，所以不好保存，加上土腥味又太重，使的市場反應十分不佳；近年來養殖業者為了滿足中國饕客的需求，而將歐鯰大量引進中國，並且迅速的在該國市場中落地生根。而且因為出口限制，大部分市場很少機會見到白子歐鯰。歐鯰的卵有毒，不可食用。

### 捕捞
诱捕歐鯰的最佳鱼饵之一是水蛭，可谓百发百中，几乎从来不会失败。制作钓饵要小心，注意不能破坏水蛭的体节，这样其能生存较长时间，发出的声音可以吸引歐鯰，而另外一種魚餌是淡水鰻魚，跟水蛭一樣幾乎沒有失誤過，並且可保證一定吸引歐鯰。其他常用的鱼饵包括小鱼、大蚯蚓团、其他昆蟲、鯉魚、动物内脏和鱿鱼块。冬天，大量的歐鯰会聚集在河床的低洼地，这样人们可用拖网渔船大量捕获歐鯰。抓住的歐鯰很滑，而且不停挣扎，在船上不易控制，一种解决办法是用手指夹住触须，因为其触须很敏感，这样做会使它们痛得不能动弹。

## 種間比較

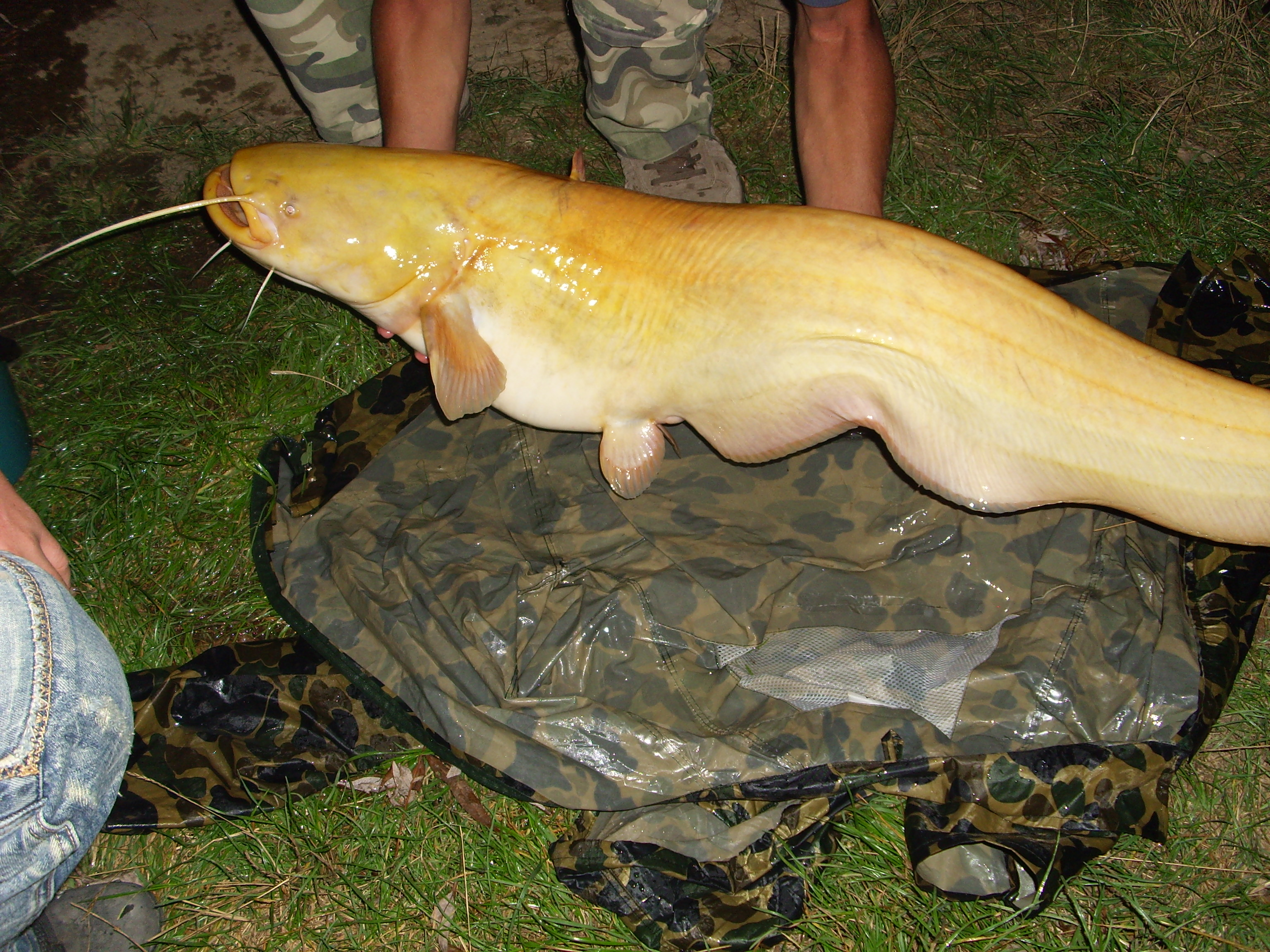
歐鯰白化子

### 相似種
有些鯰形目的魚類長的與歐鯰白子差不多，例如懷頭鯰。這種鯰魚體色、體態與歐鯰白子相似，不過歐鯰的頭皆比這種鯰魚尖，而且歐鯰白子的體色帶一點粉紅色，相比有些差異。

### 體型
歐鯰在最大的淡水魚名單中，佔有一席之位，不論用什麼方法比較，歐鯰都比大部分的淡水魚大，可以媲美美國白鱘、歐洲鱘、中華鱘、大西洋鱘、巨骨舌魚、近親懷頭鯰。

## 觀賞用途
歐鯰不仅為養殖與食用魚類，也是十分常見的觀賞魚。在水族館裡，最常見的種類是小型歐鯰的白化幼仔，體型一般可以達到1.85公尺（6英尺），生長一段時間後可達到2.78公尺（9英尺），但因為空間過小，所以用來觀賞的歐鯰最大通常不會超過3公尺。不过，若使用室內游泳池，最大紀錄可以達到4.75公尺，幾乎可以達到野生種5公尺的最大體型紀錄。關於食物，飼養者可以先餵食歐鯰鴨、雞，之後便可以進一步餵食鱈魚、蟑螂等食物；而另一種餵食方法，適用於大型歐鯰，飼養者可將魷魚或大型魚類的肉切成塊，但若想餵食其他食物也是可以的，如小龍蝦（螯蝦）。

## 汙染物含量
在最近土耳其进行的魚類体内污染物（汞、鉛等重金屬與其他物質）含量的調查報告中指出，歐鯰與其他三種魚類（Achanthobrama marmid、Chondrostoma regium和Cyprinus carpio）汙染物含量較多，雖然其汙染物對於魚體本身是幾乎無害的，但卻可以造成體質較敏感的哺乳類、鳥類死亡，雖然此區已有限制污染物不可超過一定含量的標準，並且，這些魚類污染物含量低於該地區標準，但隨著農業與工業的發展，污染造成的問題也可能會發生。

### 引用
1. ↑  Freyhof, J. & Kottelat, M. . The IUCN Red List of Threatened Species 2008.   [2009-07-30] （英语）.
2. ↑  Silurus glanis 的存檔，存档日期2008-09-15., ScotCat.com
3. ↑  [永久], yarfish.ru

## 外部連結
- （英文）FishBase species summary （页面存档备份，存于）
- （繁體中文）介紹歐鯰 （页面存档备份，存于）
- （英文）歐鯰的圖片
- （英文）歐鯰的簡介 （页面存档备份，存于）